# Anisozyga diargema
Anisozyga diargema là một loài bướm đêm trong họ Geometridae.